# Ontherus edentulus
Ontherus edentulus là một loài bọ cánh cứng trong họ Bọ hung (Scarabaeidae).